# هارلوك: قرصان الفضاء
هارلوك: قرصان الفضاء (باليابانية: キャプテンハーロック -SPACE PIRATE CAPTAIN HARLOCK-) هو فيلم أنمي خيال علمي ياباني من إخراج شينجي أراماكي وبطولة شون أوغوري، هاريوما ميورا، يو أوي وأراتا فوروتا.عرض المسلسل في 7 سبتمبر 2013.

## روابط خارجية
هارلوك: قرصان الفضاء على موقع IMDb (الإنجليزية)
- هارلوك: قرصان الفضاء على موقع روتن توميتوز (الإنجليزية)
- هارلوك: قرصان الفضاء على موقع نتفليكس (الإنجليزية)
- هارلوك: قرصان الفضاء على موقع قاعدة بيانات الأفلام العربية
- هارلوك: قرصان الفضاء على موقع ألو سيني (الفرنسية)
- هارلوك: قرصان الفضاء على موقع أول موفي (الإنجليزية)
- هارلوك: قرصان الفضاء على موقع فيلمافينيتي (الإسبانية)
- هارلوك: قرصان الفضاء على موقع قاعدة بيانات الفيلم (الإنجليزية)
- هارلوك: قرصان الفضاء على موقع ليتربوكسد (الإنجليزية)
- هارلوك: قرصان الفضاء على موقع كينوبويسك (الروسية)